# Informationsphilosophie
Die Informationsphilosophie (PI) ist ein transdisziplinäres Forschungsfeld der Philosophie, das sich mit konzeptuellen Problemen der Informationswissenschaft beschäftigt. Ihre Forschungsfragen lassen sich nach Floridi in zwei methodische Ansätze unterteilen:
1. Die kritische Untersuchung der konzeptuellen Natur und der grundlegenden Regeln von Information, einschließlich Dynamik, Nutzung und Wissenschaften.
2. Die Erklärung und Anwendung von informationstheoretischer und datenverarbeitender Methodologie zur Bearbeitung philosophischer Probleme.

## Geschichte
In den späten 1980ern wurde durch die Markteinführung von Heimcomputern die wissenschaftliche Arbeit zur Informationsphilosophie und Datenverarbeitung im digitalen Bereich möglich gemacht. Die nachfolgende Epoche war vor allem durch eine Erwartungshaltung gegenüber dem Computer und den damit verbundenen Möglichkeiten für neue Lösungsansätze verbunden. Gedankenexperimente wie der Turing-Test könnten nun in die Realität umgesetzt werden. Der Computer sollte neue Problemlösungen bringen und später auch im Laufe der Digitalen Revolution neue philosophische Probleme erzeugen. Die Informationsphilosophie entstand als Derivat der Philosophie künstlicher Intelligenz, Informationslogik, Kybernetik, Soziologie, Ethik und Sprach- sowie Informationswissenschaft. Zuerst in einem Essay Floridis erwähnt entwickelte sich die Informationsphilosophie zu einem eigenständigen Fach.

### Anerkennung als Fach
Die anfängliche Euphorie über die neuen Möglichkeiten philosophischer Arbeit in diesem Feld ließ jedoch relativ schnell nach, da die Resonanz, auch aufgrund der fraglichen Methodik, zunächst recht ernüchternd war. 2002 veröffentlichte Floridi einen Artikel, der die Frage nach einem dediziert über Information forschenden Fach neu aufrollte. Die PI hatte das Problem, dass sie von philosophischen Fakultäten nicht als eigene Fachrichtung angesehen wurde. Floridi fasst in seiner Erklärungs- und Verteidigungsschrift zusammen, welche Kriterien von einem Fach erfüllt werden müssen, damit es von der tradierten Philosophie anerkannt würde:
1. Eine Leitfrage finden
2. Motivierende Kräfte für Wissenschaftler im Feld zu forschen
3. Bewusste Abtrennung von anderen Feldern
4. Genügend Forschungsgegenstände, um Subfelder zu ermöglichen

Für Floridi steht die Frage nach der Information im Vordergrund. Konkreter bedeutet das, die konzeptuelle Natur dieses Begriffes so weit zu untersuchen, dass durch definitorische Arbeit ermöglicht wird diese im praktischen Bereich anzuwenden. Durch die große Auswahl an Anwendungsbereichen, welche die PI als transdisziplinäres Fach auszeichnet, sollte seiner Ansicht nach eine gewisse Anziehungskraft für Forscher gewährleistet sein. Die Grenzen zu anderen Fächern werden durch die Kontribution von Artikeln und Forschungen jedoch diffus, da kein einheitlicher Duktus innerhalb dieser vorliegt. Die Aufgabe der PI liegt darin solche Schriften zu kritisieren, sie bei positiver Rezeption in einen Kanon aufzunehmen und einen zusammenführenden Charakter aufzuweisen. Ein solcher Kanon wird wiederum in Subfelder aufgeteilt um konzentrierte Arbeit für gewisse Frage zu ermöglichen. Die Methodik des Fachs wird auch auf vergangene philosophische Probleme angewandt und auf informationstheoretischer Ebene neu analysiert. Durch die Natur des Begriffes der Information kommt theoretisch jede philosophische Auseinandersetzung in Frage.

## Definitionen
Die grundlegende Problematik, ob der Definition von Information, liegt in der inhärent tautologischen Natur der Frage. Da die Definition von Information nur durch Information erläuterbar wäre, muss die Definition auf abstraktere Weise geklärt werden. Dieses Problem liegt konkret beim Wort der „Information“, deren Umstände und Funktionen zwar beschreibbar sind, sich jedoch nicht auf eine Essenz kondensieren lassen. Verschiedene Autoren versuchen Lösungsansätze zu geben, um die Arbeit im Feld auf universellen Annahmen zu ermöglichen, gleichen sich hierbei aber nur selten, wodurch der Arbeitsprozess gestört und verzögert wird. Claude Shannon formuliert 1993 eine These, die den möglichen Forschungsvorgang eines informationsphilosophischen Feldes beschreibt:

„The word information has been given different meanings by various writers in the general field of information theory. It is likely that at least a number of these will prove sufficiently useful in certain applications to deserve further study and permanent recognition. It is hardly to be expected that a single concept of information would satisfactory account for the numerous possible applications of this general field.“

„Dem Wort Information wurde im Feld der Informationstheorie von verschiedenen Autoren verschiedene Bedeutungen gegeben. Es ist wahrscheinlich, dass wenigstens eine gewisse Anzahl dieser sich als sinnvoll für bestimmte Anwendungsbereiche herausstellen werden und dadurch weitere Untersuchung als auch permanente Anerkennung verdienen werden. Es ist jedoch nicht zu erwarten, dass ein einzelnes Konzept von Information sich für die multiplen Bereiche dieses Felds als genügend erweisen wird.“

Die PI nutzt daher, ähnlich der Informationstheorie, Definitionsansätze, die sich für ihr Feld als sinnvoll dargestellt haben. Eine solche Definition für die PI stellt Floridi 2002 vor:
1. Die kritische Untersuchung der konzeptuellen Natur und der grundlegenden Regeln von Information, einschließlich ihrer Dynamik, Nutzung und Wissenschaften.
2. Die Erklärung und Anwendung von informationstheoretischer und datenverarbeitender Methodologie zur Bearbeitung philosophischer Probleme.

Diese Definition ist nicht als Definition für „Information“ zu verstehen, sondern als Arbeitsthese für den Fachbereich der PI. Die Untersuchung angebrachter Probleme und Aufgaben sind Teil der Methodologie. Hinzu kommt die von Floridi aufgeführte, mögliche Artunterscheidung von Information:
- Informationen „als“ Realität (z. B. physische Signale ohne Wahrheitswert, Natürliche Information)
- Informationen „über“ Realität (semantische Information[5], die alethisch qualifizierbar sind; z. B. Sprache)
- Informationen „für“ Realität (z .B. DNA)

## Methodologie
Die PI legt ihren Hauptschwerpunkt auf die Methodologie und die Suche nach genügenden Definitionen und Ansätzen. Hiernach unterscheidet sie sich von der Informationstheorie, welche die Datenverarbeitung als Untersuchungsgebiet der ihr vorausgestellten Information vorzieht. Floridis Definition ist in mehrere Punkte unterteilt; diese sollen für eine besseres Verständnis beleuchtet werden. Der erste Teil seiner Definition behandelt die Arbeitsbereiche im Bezug auf Information. Zum einen sollen die strukturellen Faktoren und der Aufbau informativer Umgebungen, einschließlich ihrer Eigenschaften, Formen von Interaktion, deren interne Entwicklung etc. untersucht werden. Auch die Lebenszyklen von Informationen treten als Untersuchungsfeld auf. Zusammengefasst observiert dieser Bereich das Auftauchen bzw. Entstehen von Information, deren Verarbeitung und Organisation, ihrer Nutzung und ihr Verschwinden. Der zweite Teil Floridis Definition behandelt die von der PI genutzte Methodologie, die angepasst werden kann, um das Verständnis der kognitiven und linguistischen Eigenschaften von Menschen und möglicherweise KIs zu erweitern. Die wissenschaftlichen Felder könnten mit folgenden übergeordneten Begriffen zusammengefasst werden:
- (Computer-) Linguistik und Sprachphilosophie
- Psycho- und Soziostrukturelle Philosophie
  - Der Mensch in digitaler Umgebung
- Ethisch-ästhetische Philosophie

### Ansätze für die Arbeit im Fach der PI
1. Konzeptuelle Experimente in silico: Die Möglichkeit philosophische Fragen und Gedankenexperimente durch Computer zu lösen.[9]
2. Pancomputationalism: Die Annahmen, dass jede reelle Situation, mit einem gewissen Maß an Abstraktion auch virtuell erstellt werden könnte – folgende Fragen stellen sich:
  1. Wie kann man solche Systeme von anderen differenzieren?
  2. Kann ein solches System auch kein Informationssystem sein?

## Autoren
- David Hilbert
- Luciano Floridi
- Herbert A. Simon
- Gregory Bateson
- Albert Borgmann
- Donald MacCrimmon MacKay
- Charles S. Peirce
- Mark Poster
- Claude Shannon

### Bücher
- Luciano Floridi (Hrsg.): The Blackwell Guide to the Philosophy of Computing and Information. Blackwell Publishing, Wiley-Blackwell 2003, ISBN 978-0-631-22919-3
- Luciano Floridi: The Philosophy of Information. Oxford University Press, Oxford 2011, ISBN 978-0-19-923238-3
- Arnim Regenbogen, Uwe Meyer: Wörterbuch der philosophischen Begriffe. Meiner, 2013, ISBN 978-3-7873-2500-9
- C.E. Shannon, N.J.A. Sloane, A.D. Wyner (Hrsg.): Collected Papers. IEEE Computer Society Press, Los Alamos, Calif 1993, ISBN 978-0-7803-0434-5

### Artikel
- Luciano Floridi: What is the Philosophy of Information? In: Metaphilosophy. Band 33 Nr. 1/2, Metaphilosophy LLC, USA & Blackwell Publishing, UK 2002 (PDF-Datei; 99,6 kB, abgerufen am 22. Oktober 2016)
- Luciano Floridi: Two Approaches to the Philosophy of Information. In: Minds and Machines Band 13, Kluwer Academic Publishers, 2003, S. 459–469 (PDF-Datei; 80 kB, abgerufen am 22. Oktober 2016)
- Luciano Floridi: Open Problems in the Philosophy of Information. In: Metaphilosophy Band 35 Nr. 4, Metaphilosophy LLC, USA & Blackwell Publishing, UK 2004 (PDF-Datei; 99,6 kB, abgerufen am 22. Oktober 2016)
- Luciano Floridi: The Philosophy of Information: 10 Years Later. In: Metaphilosophy. Metaphilosophy LLC, USA & Blackwell Publishing, UK 2004 (PDF-Datei; 476 kB, abgerufen am 22. Oktober 2016)